# Grand (Vosges)
Grand is een gemeente in het Franse departement Vosges (regio Grand Est) en telt 351 inwoners (2019). De plaats maakt deel uit van het arrondissement Neufchâteau. Grand is met name bekend voor zijn bijzonder uitgebreide archeologische site met Romeinse resten, waaronder een amfitheater en een grote vloermozaïek van 232 m².

## Gallo-Romeinse stad
In Grand waren verschillende bronnen en mogelijk was het in de Gallo-Romeinse periode een cultusplaats gewijd aan Apollo Grannus.
Het amfitheater werd gebouwd in de 1e eeuw en werd later nog verbouwd. Het amfitheater was 148 m lang en bood plaats aan 15 tot 17.000 toeschouwers. De zuidelijke tribune was gegraven in de heuvelwand terwijl de noordelijke tribune een bouwwerk was met een monumentale façade. Het amfitheater werd opgegraven in de jaren 1960 en gerestaureerd in de jaren 1990.
Tijdens de instabiele periode in de 3e en 4e eeuw kreeg de stad een verdedigingsmuur met verschillende poorten en torens, die een oppervlakte van 17 ha beschermde.

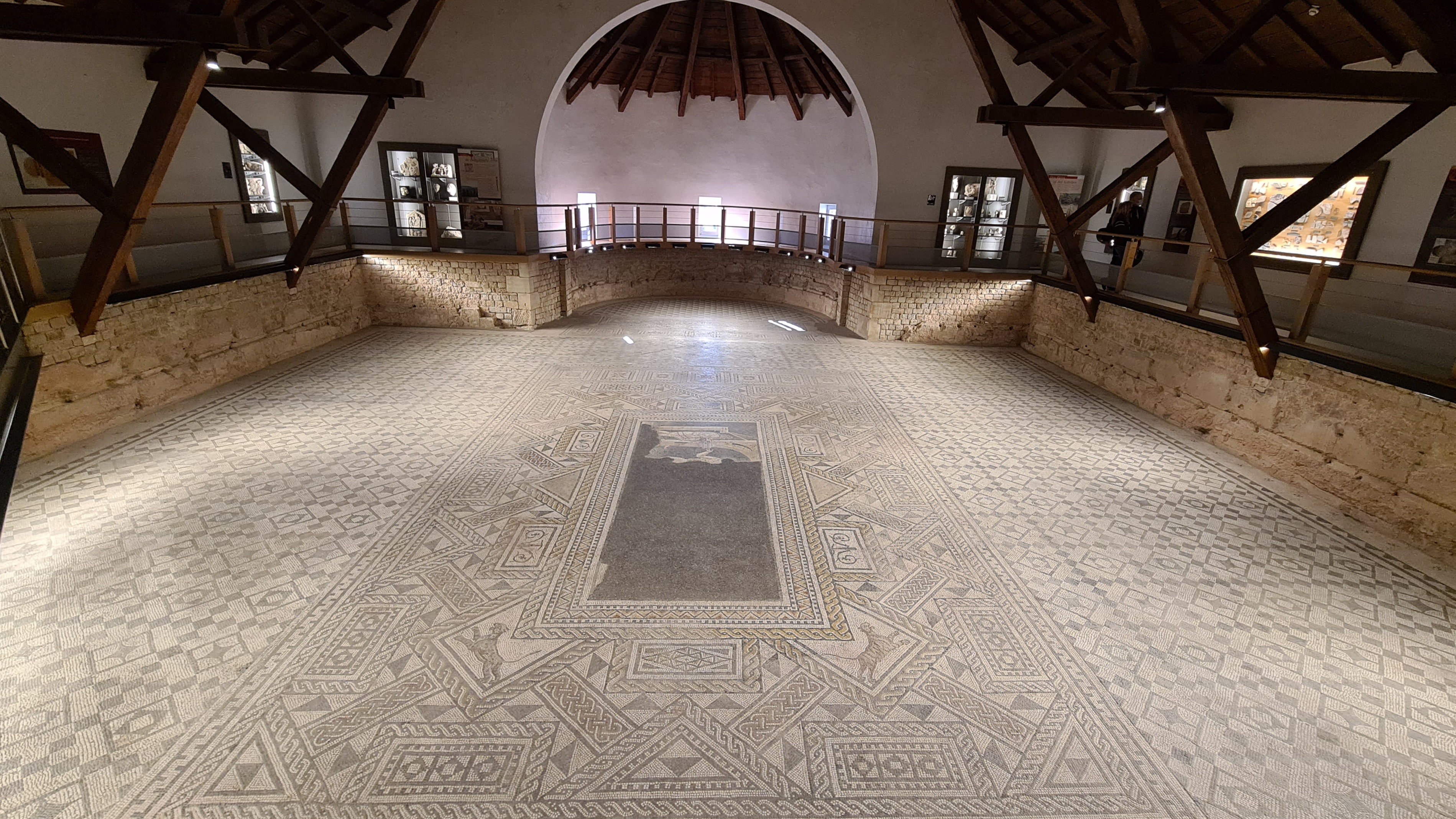
Mozaïek van Grand

## Geografie
De oppervlakte van Grand bedraagt 36,0 km², de bevolkingsdichtheid is 10 inwoners per km².
De onderstaande kaart toont de ligging van Grand (Vosges) met de belangrijkste infrastructuur en aangrenzende gemeenten.

## Demografie
Onderstaande figuur toont het verloop van het inwonertal (bron: INSEE-tellingen).